# Закопытье (станция)
Закопытье (бел. Закапы́цце) — станция Гомельского отделения Белорусской железной дороги в Добрушском районе Гомельской области Беларуси. Расположена в 4,8 км на северо-восток от посёлка Селище-1; на линии Дубецкий — Новобелицкая, между бывшим остановочным пунктом Дубецкий и станцией Добруш.

## История
Год открытия станции — 1887.

## Описание
Расположена в зоне отселения и отчуждения, поэтому пригородные поезда на станции не останавливаются (за исключением особых дней, например, Радуницы). Используется как разъезд. Является стыковой с Брянским регионом Московской железной дороги (граница — как государственная, так и двух дорог — проходит немного восточнее).
От станции отходит один подъездной путь к территории уже бывшей в/ч.
На карте "РККА Европы и Европейской части СССР" 1937 года станция указана как "Разъезд Закопытье".

## Остановочные пункты
| Предыдущая станция | Белорусская железная дорога | Следующая станция |
| ------------------ | --------------------------- | ----------------- |
| Дубецкий           | Дубецкий — Новобелицкая     | Добруш            |